# Flavius Bertaridus, König der Longobarden
Flavius Bertaridus, König der Longobarden (TVWV 21:27) ist eine Oper in drei Akten von Georg Philipp Telemann. Das Libretto stammt von Christoph Gottlieb Wend und Georg Philipp Telemann. Es enthält neben 36 deutschen auch 12 italienische Arien. Die Uraufführung fand am 23. November 1729 in der Hamburger Oper am Gänsemarkt statt.

## Entstehung
Die Oper basiert auf der venezianischen Oper Flavio Bertarido, Ré de Longobardi von Stefano Ghisi, die mit der Musik von Carlo Francesco Pollarolo 1706 uraufgeführt wurde.

## Handlung
Die Handlung spielt in Norditalien in den Jahren 661 bis 671. Zu dieser Zeit ist Grimoaldus der König der Langobarden. Der abgesetzte Bertaridus (Perctarit) bittet durch seinen Getreuen Onulfus den König Grimoaldus, an den Hof zurückkehren zu dürfen. Seine Schwester Flavia setzt sich für ihn ein. Er weiß nicht, dass seine Frau Rodelinda und Cunibert (Cunincpert) sich als Hirten verkleidet und falschem Namen in der Nähe aufhalten.
Rodelinda und auch Flavia wissen ihrerseits nicht, wo Bertaridus sich befindet. Der verkleidete Bertaridus trifft auf seine schlafende Schwester, die er trotz Rachegedanken nicht tötet. Sein Schwert lässt er liegen, wodurch Rodelinda erfährt, dass er in der Nähe ist.
Die inzwischen erwachte Flavia lädt Rodelinda und Cunibert – ohne zu wissen, wer sie sind – an den Hof ein. Bertaridus trifft, noch im Wald, Frau und Kind; sie erkennen einander.
Grimoaldus verliebt sich in die ihm fremde Frau (Rodelinda), doch sie ist treu und will ihn in einen Hinterhalt locken. Im Dunkeln greift Rodelinda jeden an, der sich ihr nähert, auch den eifersüchtigen, ihr auflauernden Bertaridus und den Flavia erwartenden Orontes. Denn dieser liebt Flavia.
Grimoaldus nimmt Rodelinda fest, Bertaridus befreit sie. Grimoaldus stirbt auf einer Jagd. Flavia glaubt aber, er sei einem Anschlag Orontes’ zum Opfer gefallen. Enttäuscht über diese Reaktion, gaukelt Orontes ihr vor, ihr Kind Regimbert sei ermordet worden, was Flavia fast verzweifeln lässt. Doch besinnt er sich und führt es seiner Mutter wieder zu. Bertaridus und seine Familie erfahren durch den langobardischen Schutzgeist, dass Grimoaldus nicht mehr lebt. Bertaridus wird in seine alten Rechte eingesetzt; mit Einverständnis ihres Bruders ehelicht Flavia Orontes.

## Rezeption
Die Partitur der Oper erschien 2006 neu als Urtextausgabe bei Bärenreiter. 2011 wurde die Oper im Sommer an den Innsbrucker Festwochen der Alten Musik sowie im Winter darauf an der Hamburgischen Staatsoper (anlässlich des 333-jährigen Jubiläums der Hamburger Oper) neu aufgeführt.